# 孝蔵主
孝蔵主（こうぞうす、? - 寛永3年4月14日（1626年5月9日））は、安土桃山時代から江戸時代初期に活躍した女性。豊臣秀吉の正室・高台院付きの筆頭上臈で、後に徳川秀忠付き上臈となった。「孝蔵主」は上臈としての雅名であり、実名は不明。

## 生涯
蒲生氏の家臣・川副勝重の娘として生まれ、出家して孝蔵主と名乗る。
高台院に仕え始めた正確な時期は不詳であるが、豊臣秀吉が関白になった頃には奥を取り仕切る責任者となっていたと思われる。天正18年（1590年）には謀反の疑いをもたれた伊達政宗に対し秀吉の代理として詰問の書状を送り、慶長2年（1597年）、蔚山城の戦いにおける失態で小早川秀秋の筑前国から越前国への懲罰的移封が決定した際にも実務を取り仕切っている。秀吉より謀反の疑いをかけられた豊臣秀次を聚楽第から大坂城へ出頭するように説得する使者の役割を命じられたこともある。また、内裏への進上物を持参していることから高台院付きの女房の上位にいたことがわかる。そのため、「表のことは浅野長政が、奥のことは孝蔵主が」と言われるほどの権威を持っていた。豊臣秀吉の辞世の句「露とおち　露と消えにし　わが身かな　難波のことも　夢のまた夢」は天正16年（1588年）4月に後陽成天皇を聚楽第に迎えた際に詠んだものだが、この句をしたためた短冊を後々まで預かっていたのが孝蔵主である。
慶長3年（1598年）に秀吉が死去すると、慶長4年（1599年）に高台院と共に大坂城を退去し、京の京都新城に移る。その後は高台院執事として大津城の戦いの講和交渉役や徳川家康との折衝役などを務める。しかし慶長19年（1614年）、大坂の陣の直前に駿府に赴き、その後は徳川秀忠から江戸城下に屋敷を与えられ、寛永2年（1625年）10月23日には河内国深井村に200石の領地を与えられる。秀忠からの200石を公式に拝領した寛永2年10月は高台院の一周忌明けであった。
寛永3年（1626年）に死去。生涯未婚であったため子はいなかったが、末弟・川副正俊（大坂の陣で討死）の嫡子である重次が養子となり200石を嗣いだ。墓所は東京都荒川区西日暮里の南泉寺。

## 謎
江戸に東下したことに関しては、
- 豊臣家を見限り高台院を見捨てた。
- 淀殿より江戸幕府への内通の疑いをかけられ、身の危険を感じ江戸へ逃亡した。
- もともと高台院は関ヶ原の戦いの際に西軍を支持しており、孝蔵主は石田三成と縁戚（義理の甥である岡重政が三成の次女の婿）であることから西軍のため積極的に活動していたが、三成らの死後、高台院は豊臣家存続のためにかつての武断派と連絡をとるようになり、孝蔵主はそれが許せずに絶縁した[6]。
- 徳川秀忠が12歳の時に人質として秀吉の下に送られた際、身柄を預かった高台院と孝蔵主から我が子のように慈しみ育てられた恩に報いるため、秀忠が高台院の了承を得て孝蔵主を招聘した。
- 移住の背景に徳川家康の意思があり、この前提には豊臣と徳川の融和の胎動があり、さらにその前提として、解消しきれない緊張があったとされる[4]。

など相反する仮説が乱立し、いまだに謎となっている。

## 関連作品
テレビドラマ
- 大坂城の女（1970年、フジテレビ、演：萬代峰子）
- 関ヶ原（1981年、TBS大型時代劇、演：三崎千恵子）
- おんな太閤記（1981年、NHK大河ドラマ、演：南風洋子）
- 真田太平記（1985年、NHK新大型時代劇、演：森康子）
- 家康が最も恐れた男 真田幸村（1998年、新春ワイド時代劇、演：本阿弥周子）
- 葵 徳川三代（2000年、NHK大河ドラマ、演：樋田慶子）
- 利家とまつ〜加賀百万石物語〜（2002年、NHK大河ドラマ、演：涼風真世）
- 武蔵 MUSASHI（2002年、NHK大河ドラマ、演：新橋耐子）
- 功名が辻（2006年、NHK大河ドラマ、演：神津はづき）
- 寧々〜おんな太閤記（2009年、新春ワイド時代劇、演：吉沢京子）
- 江〜姫たちの戦国〜（2011年、NHK大河ドラマ、演：山口果林）